# Парламентарни избори в Сърбия (2016)
Изборите за скупщина в Сърбия през 2016 г. се провеждат на 24 април, Цветница.
Парламентарните избори в Сърбия през 2016 г. са извънредни и предизвикани от управляващата Сърбия – Сръбска прогресивна партия, с цел реализиране на общонародна и пълна подкрепа за продължаване и успешно приключване на започналия процес по кандидатстване от страна на Сърбия за членството в ЕС.
Общият брой на сръбските граждани имащи право на глас в изборите е 6 734 802.
Демократичният съюз на българите бойкотира изборите в Босилеград поради съмнения за фалшификации и предрешен изход от тези избори в цяла Сърбия – според Иван Николов, който е председател на Културно-информационния център на българите в Босилеград.

## Обявяване на резултатите
В следизборната нощ агенциите проектират абсолютна победа на управляващата Сръбска прогресивна партия с 52 – 56%. Премиерът Александър Вучич също декларира, че неговата партия взима над 50%. Според неговото партийното преброяване в парламента влизали само четири формации, което би дало на управляващите близо две трети от мандатите. Същата нощ говорителят на опозиционната Демократическата партия Александра Жерков на пресконференция заявява, че масово резултатите от тези избори са били „напазарувани“ посредством т. нар. „български влак“, т.е. гласуване с предварително попълнена бюлетина извън избирателните секции и срещу заплащане на избирателите, за да упражнят правото си на вот според желанието на платците от управляващата коалиция.
По закон официалните резултати от изборите следва да се обяват от Републиканската избирателна комисия (РИК) в срок от 96 часа от края на изборния ден, т.е. до 20 ч. на 28 април, който ден се пада по православния календар – Велики четвъртък от Страстната седмица. РИК не успява да вземе отношение по многото обжалвания на резултатите в срок. Едва към петък, 29 април, излиза с по-цялостни решения. Анулира изборите само в 15 секции с около 19 хил. избиратели, в които е насрочено прегласуване на 4 март, сряда. Според междинните резултати от останалите 99,82% изборни секции в скупщината със сигурност влизат не четири, а пет формации: Сръбската прогресивна партия със само 48,24%, СПС с 10,96%, СРП с 8,11%, ДП и движението „Стига вече“ с по 6,03%. Две формации са на самия праг на влизането в парламента: коалицията Либерално-демократическа партия – Социалдемократическа партия – Лига на социалдемократите на Войводина с 5,02%, и коалицията ДПС – Двери с 4,99%, което генерира високо напрежение и поражда съмнения в цялата легитимност на изборния процес.

## Резултати
| Партия или коалиция                                                        | Гласове   | %     | Места | +/–  |
| -------------------------------------------------------------------------- | --------- | ----- | ----- | ---- |
| За нашите деца (СПП, СДПС, ПОПС, Нова Сърбия, СДО, ДС, ДСС, НСП, СНП)      | 1 823 147 | 48,25 | 131   | –39  |
| СПС – Обединена Сърбия – Зелените на Сърбия                                | 413 770   | 10,95 | 29    | –4   |
| Сръбска радикална партия                                                   | 306 052   | 8,10  | 22    | +22  |
| Достатъчно                                                                 | 227 626   | 6,02  | 16    | +16  |
| За справедлива Сърбия (ДП, НП, РП, ДСХВ, ЗЗС, ЗЗШ)                         | 227 589   | 6,02  | 16    | –5   |
| Сръбско движение „Двери“ – Демократическа партия на Сърбия                 | 190 530   | 5,04  | 13    | +13  |
| Съюз за по-добра Сърбия (ЛПД, ЛСДВ, СДП)                                   | 189 564   | 5,02  | 13    | –2   |
| СВУ – ДПУВ                                                                 | 56 620    | 1,50  | 4     | –2   |
| Борко Стефанович – Сърбия за всички нас (ЛС, Движение за обрат, НАПС, СДС) | 35 710    | 0,94  | 0     | Нова |
| Бошняшки демократичен съюз на Санджак                                      | 32 526    | 0,86  | 2     | +2   |
| Партия на демократичното действие на Санджак                               | 30 092    | 0,80  | 2     | –1   |
| Сръбската партия „Клетници“                                                | 27 690    | 0,73  | 0     | Нова |
| Зелена партия                                                              | 23 890    | 0,63  | 1     | Нова |
| Напук – Обединени за Сърбия – Народен съюз                                 | 17 528    | 0,46  | 0     | Нова |
| Партия за демократично действие                                            | 16 262    | 0,43  | 1     | –1   |
| Руска партия                                                               | 13 777    | 0,36  | 0     | 0    |
| Гражданска група – За възраждане на сърбите                                | 13 260    | 0,35  | 0     | Нова |
| Сръбско-руско движение                                                     | 10 016    | 0,27  | 0     | Нова |
| Диалог – младите с отношение                                               | 7 744     | 0,20  | 0     | Нова |
| Републиканска партия                                                       | 4 522     | 0,12  | 0     | Нова |
| Невалидни / празни гласове                                                 | 111 008   | 2,86  | –     | –    |
| Общо                                                                       | 3 778 923 | 100   | 250   | 0    |
| Регистрирани избиратели / избирателна активност                            | 6 739 441 | 56,07 | –     | –    |
| Източник: Републиканска избирателна комисия                                |           |       |       |      |